# 2020 CW
2020 CW est un astéroïde géocroiseur de la famille Apollon et, au moment de sa découverte, l'un des plus petits astéroïdes jamais découverts.

## Caractéristiques physiques
2020 CW a une magnitude absolue H de 32,5, ce qui correspond à un diamètre compris entre 0,8 et 2,0 mètres pour un intervalle d'albédos entre 0,05 et 0,25, typiques des astéroïdes rocheux. Au jour de l'annonce de sa découverte par le Centre des planètes mineures, cette magnitude absolue est la deuxième plus élevée des objets répertoriés dans la liste dudit centre, seulement dépassé par 2008 TS26 (H = 33,2). 2020 CW est par conséquent l'un des astéroïdes les plus petits jamais découverts dans l'espace.

## Caractéristiques orbitales
| Astéroïdes | Date       | Distance de la surface de la Terre | Incertitude sur cette distance | Référence |
| ---------- | ---------- | ---------------------------------- | ------------------------------ | --------- |
| 2020 VT4   | 2020-13-11 | 374 km                             | ± 25 km                        | [ 3 ]     |
| 2020 QG    | 2020-16-08 | 2946 km                            | ± 20 km                        | [ 4 ]     |
| 2011 CQ1   | 2011-04-02 | 5481 km                            | ± 5 km                         | [ 5 ]     |
| 2019 UN13  | 2019-31-10 | 6242 km                            | ± 200 km                       | [ 6 ]     |
| 2008 TS26  | 2008-09-10 | 6259 km                            | ± 1000 km                      | [ 7 ]     |
| 2004 FU162 | 2004-31-03 | 6542 km                            | ± 15000 km                     | [ 8 ]     |